# マハーサーラカーム大学
マハーサーラカーム大学（まはーさーらかーむだいがく、英語: Mahasarakham University、公用語表記: มหาวิทยาลัยมหาสารคาม）は、マハーサーラカーム県に本部を置くタイ王国の国立大学。1968年創立、1994年大学設置。大学の略称はMSU。

## 概要
1968年に設立。タイで22番目に設立された国立大学。

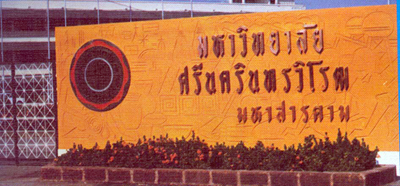
マハーサーラカーム大学キャンパス

## 沿革
- 1968年 大学が創立。
- 1994年 22番目の国立大学として設立。
- 1998年 カムリアンキャンパスを開設。

## 学部・大学院
- 法学部
- 文化科学部
- 技術学部
- 情報学部
- 環境資源学部
- 工学部
- 建築・都市デザイン・クリエイティブ学部
- 美術応用・美術学部
- 教育学部
- 観光・ホテル経営学部
- 人文社会科学部
  - 東洋言語学科日本語科[1]
- マハーサーラカームビジネススクール（Mahasarakham Business School）
- 政治・ガバナンス大学（College of Politics and Governance）
- 音楽大学（College of Music）
- 医学部
- 看護学部
- 薬学部
- 公衆衛生学部
- 獣医学部

### 研究所
- 医学部 ハーブ薬研究所

## 対外関係

### 日本における協定校
- 筑波大学
- 昭和大学 歯学部
- 東京電機大学
- 武蔵野大学
- 愛知医科大学
- 天理大学
- 京都工芸繊維大学
- 京都外国語大学
- 西南学院大学
- 兵庫大学
- 昭和薬科大学
- 活水女子大学
- 久留米工業高等専門学校

部局間学術交流協定
- 技術学部と千葉大学 園芸学部・園芸学研究科